# Viventes das Alagoas
Viventes das Alagoas é um livro reunindo crônicas, ensaios e outros textos de Graciliano Ramos, publicado em 1962.
A maior parte dos textos foi escrita por Graciliano para diversos jornais e revistas a partir de 1937, logo depois de sua experiência como preso político do Estado Novo. Já morando no Rio de Janeiro, colaborou com O Cruzeiro, Cultura Política (na seção Quadros e costumes do Nordeste, da qual foi retirado o maior volume de crônicas de Viventes), Diário de Notícias e A Tarde.
Completam o livro relatórios que Graciliano Ramos redigiu quando era prefeito de Palmeira dos Índios, substituindo a linguagem burocrática por uma observação irônica da administração pública.